# Atractocarpus decorus
Atractocarpus decorus är en måreväxtart som först beskrevs av Theodoric Valeton, och fick sitt nu gällande namn av Christopher Francis Puttock. Atractocarpus decorus ingår i släktet Atractocarpus och familjen måreväxter.
Artens utbredningsområde är Papua Nya Guinea. Inga underarter finns listade i Catalogue of Life.